# كريس شتاين
كريس شتاين (بالإنجليزية: Chris Stein)‏ هو عازف قيثارة ومنتج أفلام وكاتب أغاني وموسيقي أمريكي، ولد في 5 يناير 1950 في بروكلين في الولايات المتحدة.

## وصلات خارجية
- كريس شتاين على موقع IMDb (الإنجليزية)
- كريس شتاين على موقع الموسوعة البريطانية (الإنجليزية)
- كريس شتاين على موقع ميوزك برينز (الإنجليزية)
- كريس شتاين على موقع إن إن دي بي (الإنجليزية)
- كريس شتاين على موقع أول ميوزيك (الإنجليزية)
- كريس شتاين على موقع ديسكوغز (الإنجليزية)
- كريس شتاين على موقع قاعدة بيانات الفيلم (الإنجليزية)